# Андреїна Пінто
Андреїна Пінто (10 вересня 1991) — венесуельська плавчиня.
Учасниця Олімпійських Ігор 2008, 2012, 2016 років.
Призерка Панамериканських ігор 2011, 2015 років.
Переможниця Ігор Центральної Америки і Карибського басейну 2010, 2014 років, призерка 2006 року.
Переможниця Південнамериканських ігор 2010, 2014 років, призерка 2006 року.